# Larry Saperstein
Laurence Benjamin Saperstein, född 12 april 1998 i Islip på Long Island i New York, är en amerikansk skådespelare. Han spelar rollen som Big Red i Disney+-serien High School Musical: The Musical: The Series.

## Filmografi (i urval)
- 2019 – First Wives Club (TV-serie)
- 2019–2021 – High School Musical: The Musical: The Series (TV-serie)